# Elena Cheah
Elena Cheah (* 1977 in Pittsburgh, Pennsylvania) ist eine US-amerikanische Violoncellistin und Musikprofessorin.

## Leben
Cheah ist das jüngste von drei Geschwistern, sie hat zwei ältere Brüder. Ihr Vater war aus Singapur in die USA emigriert, ihre Mutter stammte aus einer Familie europäischer jüdischer Einwanderer. Sie erhielt bereits mit vier Jahren Cellounterricht bei Anne Martindale Williams, Solocellistin des Pittsburgh Symphony Orchestra, und debütierte drei Jahre später mit diesem Orchester. Im Alter von acht wurde sie Jungstudentin bei Channing Robbins an der Juilliard School in New York, wo sie 1997 den Bachelor bei Fred Sherry belegte. Sie kam 1999 nach Deutschland, setzte in Berlin ihre Studien an der Hochschule für Musik „Hanns Eisler“ bei Boris Pergamenschikow fort und spielte zum Abschluss ihres Konzertexamens als Solistin mit dem Konzerthausorchester Berlin.
Ihre kammermusikalische Tätigkeit führte sie zu den Festivals Aspen, Ravinia und Bellingham in den Vereinigten Staaten und zu mehreren renommierten Festivals in Europa wie dem Schleswig-Holstein Musik Festival, dem Rheingau Musik Festival, dem Zagreb International Chamber Music Festival sowie nach Australien zu Tourneen bei der Agentur Musica Viva. Seit 2014 ist sie Mitglied des Stuttgarter Hegel-Quartetts. Kammermusik spielte sie unter anderem mit Mitgliedern des New York Philharmonic Orchestras, der Lincoln Center Chamber Music Society, der Berliner Philharmoniker, und des Metropolitan Opera Orchestra.
2001 wurde sie Solocellistin des Orchesters der Deutschen Oper Berlin unter Christian Thielemann.
Drei Jahre später verließ sie diese Position, um sich weniger konventionellen musikalischen Interessen zu widmen, wie der instrumentalischen Rockband ihres Bruders und dem Trio Grand Cru (2003–2010), ein Klaviertrio mit einem Hauch Kleinkunst und einem Repertoire bestehend aus klassischer Filmmusik, Jazz- und Tangomusik. Auftritte gab es unter anderem in der Hamburger Laeiszhalle, der Berliner Philharmonie, der Bar jeder Vernunft in Berlin sowie beim Köstritzer Zeltfestival in Weimar. 2005 bis 2006 und 2010 bis 2011 spielte sie wieder konventionell als Solocellistin der Staatskapelle Berlin unter Daniel Barenboim.
Als gastierende Solocellistin ist sie bei mehreren renommierten Ensembles weltweit aufgetreten, unter anderem das Concertgebouworkest, das Mahler Chamber Orchestra, die Camerata Bern, das Orchester der Tonhalle Zürich, das SWR Symphonieorchester Baden-Baden und Freiburg und das Bach Collegium Stuttgart.
Von 2006 bis 2013 war sie Professorin für Cello an der Akademie für Orchesterstudien der Barenboim-Said Stiftung in Sevilla, Spanien. In den Jahren 2010 bis 2012 unterrichtete sie auch an der Hochschule für Musik und darstellende Kunst Stuttgart, seit 2014 ist sie Professorin für Violoncello an der Hochschule für Musik Freiburg.
Cheah gab als Solistin Konzerte mit dem Konzerthausorchester Berlin, dem Orquesta Sinfonica de Burgos, der Sinfonietta92 Berlin und dem English Chamber Orchestra. Sie war Dozentin und Gastlehrerin bei diversen Jugendorchestern und Festivals, unter anderem beim Young Euro Classic Festival, beim West-Eastern Divan Orchestra, beim Orquesta Nacional Juvenil de Guatemala, bei Aldeburgh Music und bei Danish Strings.

## Werke (Auswahl)
Schriften
- Daniel Barenboim: Klang ist Leben. Siedler Verlag, August 2008, ISBN 978-3-88680-892-2 (Cheah assistierte ihm 2007 beim Schreiben des Buches).[2]
- Elke Heidenreich (Hrsg.): Die Kraft der Musik. Das West-Eastern Divan Orchestra. Mit einem Vorwort von Daniel Barenboim. C. Bertelsmann, München 2009, ISBN 978-3-570-58009-7 (Originalausgabe Giangiacomo Feltrinelli Editore, Mailand 2009, basierend auf ihrer Erfahrungen als Mitglied und Dozentin des arabisch-israelischen Jugendorchesters).
- An Orchestra Beyond Borders: Voices of the West-Eastern Divan Orchestra. Verso, London 2009, ISBN 978-1-84467-408-4 (englisch).

Musik
- Album Figment ist 2019 erschienen.[4]
- Podcast Out of Rich Darkness (gemeinsam mit Camille Savage-Kroll, Professorin für Elementare Musikpädagogik und Rhythmik an der Hochschule für Musik Freiburg[5])
- YouTube-Kanal Cello Lounge (Cello-Tutorials und Ideen zum Lernen)